# Odontoperas gypsitea
Odontoperas gypsitea är en fjärilsart som beskrevs av Sergius G. Kiriakoff 1968. Odontoperas gypsitea ingår i släktet Odontoperas och familjen tandspinnare. Inga underarter finns listade i Catalogue of Life.